# 와타나베 우라라
와타나베 우라라(일본어: 渡部 麗, 2002년 4월 8일 ~ )는 일본의 여자 축구 선수이다.

## 구단 경력
2025년 유르고르덴 IF에 입단하였다.

## 국가대표팀 경력
그녀는 2022년 FIFA U-20 여자 월드컵에 참가할 일본 U-20 국가대표팀에 발탁되었으며, 1경기에 출전, 준우승.